# Parker Hale M85
El Parker Hale M85 es un fusil de francotirador de fabricación británica calibre 7,62 mm, con un alcance efectivo de 900 metros. Es alimentado mediante un cargador extraíble de 10 balas y pesa 5,4 kg (12 libras) con la mira telescópica instalada. El fusil fue creado después de la Guerra de las Malvinas, en respuesta a las deficiencias del contemporáneo Lee-Enfield L42A1. Aunque la licencia de fabricación del Parker Hale M85 fue vendida a Gibbs Rifle Co., aún no se ha reanudado la producción.

## Historia
El M85 tomó parte en una prueba del Ejército británico para ver si podía ser empleado como fusil de francotirador, junto al AI, HK PSG-1, SIG Sauer SSG 2000 y el Remington 700. El fusil perdió la prueba por un escaso margen ante el AI, que fue adoptado por el Ejército británico como el L96.

## Diseño
El alcance del M85 es de unos 600 m y tiene una probabilidad del 85% de acertar el primer disparo a distancias de 600 a 900 m. El arma también tiene un seguro silencioso, la boca del cañón roscada para montar el apagallamas, y un soporte tipo "cola de milano" integrado que acepta una gran variedad de miras telescópicas. La mira telescópica estándar es la Schmidt & Bender 6x42mm, con un BDC de 200 a 900 m. También tiene un alza y un punto de mira, en caso de que la mira telescópica falle. El fusil está equipado con un bípode estándar y tiene una culata McMillan de fibra de vidrio.

### Variantes
Existe una variante policial del M85, cuya culata tiene una carrillera.